# بروملین
بروملین یک عصاره آنزیمی است که از ساقه آناناس به دست می‌آید، اگرچه در تمام قسمت‌های آناناس تازه وجود دارد. عصاره دارای سابقه استفاده درطب سنتی. به عنوان یک ماده، در لوازم آرایشی، به عنوان یک داروی موضعی و به عنوان نرم‌کننده گوشت استفاده می‌شود.
اصطلاح «بروملین» ممکن است به یکی از دو آنزیم پروتئاز استخراج شده از گیاهان خانواده آناناسیان اشاره داشته باشد یا ممکن است به ترکیبی از آنزیم‌ها همراه با سایر ترکیبات تولید شده در یک عصاره اشاره داشته باشد. آنزیم‌های بروملین بروملین میوه و بروملین ساقه نامیده می‌شوند.
اگرچه بروملین در انواع مدل‌های طب سنتی و تحقیقاتی برای اثربخشی احتمالی آن در برابر بیماری‌ها آزمایش شده‌است، اما تنها یک کاربرد بالینی تأیید شده در سال ۲۰۱۲ توسط آژانس دارویی اروپا صادر شده‌است – دارویی موضعی به نام NexoBrid که برای برداشتن بافت‌های مرده در سوختگی‌های شدید پوست استفاده می‌شود.

## استخراج اجزا
عصاره بروملین مخلوطی از آنزیم‌های هضم کننده پروتئین (پروتئولیتیک) و چندین ماده دیگر در مقادیر کمتر است. آنزیم‌های پروتئولیتیک سولفیدریل پروتئازها هستند. یک گروه سولفیدریل آزاد از یک زنجیره جانبی اسید آمینه سیستئین برای عملکرد مورد نیاز است. دو آنزیم اصلی عبارتند از:
- بروملین ساقه - عدد گروه آنزیم 3.4.22.32
- بروملین میوه - عدد گروه آنزیم 3.4.22.33

## تاریخ
اولین جداسازی بروملین توسط شیمیدان ونزوئلایی ویسنته مارکانو در سال ۱۸۹۱ با تخمیر میوه آناناس ثبت شد. در سال ۱۸۹۲، راسل هنری چیتندن، به کمک الیوت پی. جاسلین و فرانک شرمن میرا، این موضوع را کاملتر بررسی کرد، و آن را «بروملین» نامید. بعداً، اصطلاح «بروملین» معرفی شد و در ابتدا به هر پروتئاز از هر یک از اعضای خانواده گیاهان آناناسیا اطلاق شد.

## تولید
بروملین که عمدتاً در بخش‌هایی از جهان که آناناس در آنجا رشد می‌کنند، مانند تایلند یا مالزی تولید می‌شود، از پوست، ساقه، برگ‌ها یا ضایعات گیاه آناناس پس از پردازش میوه برای آب‌میوه یا اهداف دیگر استخراج می‌شود. مواد اولیه مخلوط شده و از طریق یک فیلتر فشرده می‌شود تا مایع رویی حاوی آنزیم بروملین محلول به دست آید. پردازش بیشتر شامل خالص سازی و غلظت آنزیم است.

## ویژگیهای فیزیکی
بروملین پودری سفید مایل به قهوه ای مایل به زرد، محلول در آب است و در دمای ۵۰–۶۰ درجه سلسیوس (۱۲۲–۱۴۰ درجه فارنهایت) پایدار است. .

## پایداری دما
بعد از یک ساعت در ۵۰ درجه سلسیوس (۱۲۲ درجه فارنهایت)، ۸۳ درصد از آنزیم فعال باقی می‌ماند، در حالی که در ۴۰ درجه سلسیوس (۱۰۴ درجه فارنهایت) است، عملاً ۱۰۰٪ فعال باقی می‌ماند. ۸ دقیقه در ۸۰ درجه سلسیوس (۱۷۶ درجه فارنهایت) برای غیرفعال کردن تقریباً کامل آنزیم کافی است. فعالیت پروتئولیتیک محلول‌های بروملین غلیظ حداقل به مدت یک هفته در دمای اتاق، با حداقل غیرفعال شدن توسط چرخه‌های متعدد انجماد و ذوب یا قرار گرفتن در معرض آنزیم گوارشی تریپسین، نسبتاً پایدار می‌ماند.

## استفاده می‌کند

### نرم کردن گوشت و موارد دیگر

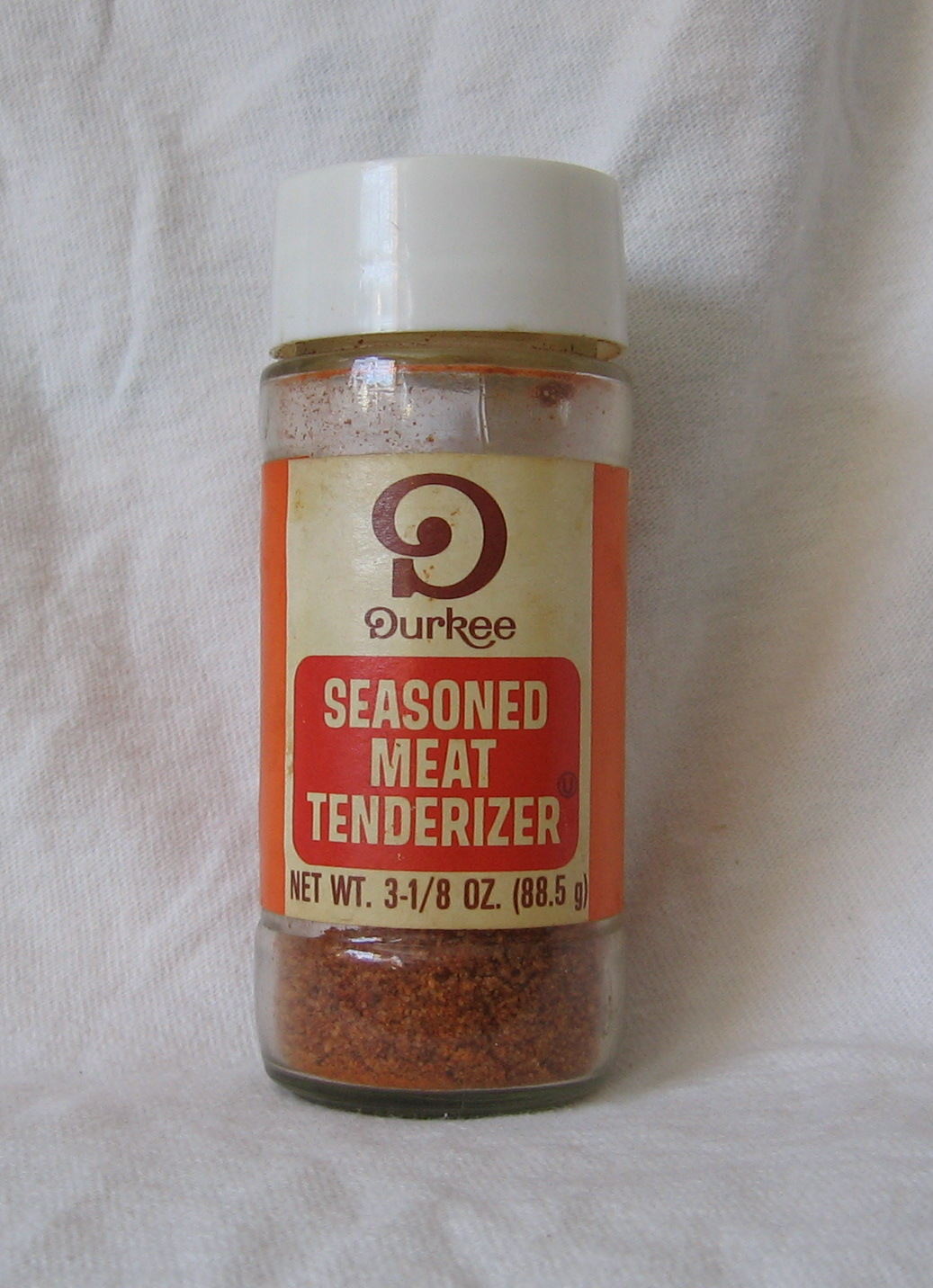
یک شیشه نرم‌کننده گوشت دورکی حاوی بروملین.

همراه با پاپائین، بروملین یکی از محبوب‌ترین پروتئازهایی است که برای نرم کردن گوشت استفاده می‌شود. بروملین به صورت پودر فروخته می‌شود که با ماریناد ترکیب می‌شود یا مستقیماً روی گوشت نپخته پاشیده می‌شود.
آناناس پخته شده یا کنسرو شده اثر نرم‌کننده ای ندارد، زیرا آنزیم‌ها نسبت به حرارت حساس هستند و در فرایند پخت دناتوره می‌شوند. برخی از محصولات گوشتی آماده، مانند کوفته‌ها و مارینادهای تجاری موجود، شامل آناناس و/یا مواد مشتق شده از آناناس است.
اگرچه مقدار بروملین در یک وعده معمولی میوه آناناس احتمالاً قابل توجه نیست، استخراج خاص می‌تواند مقادیر کافی برای فرآوری خانگی و صنعتی، از جمله استفاده در پخت، ضد قهوه ای شدن میوه‌های بریده شده، تولید منسوجات و لوازم آرایشی را به همراه داشته باشد.

### کاربردهای بالقوه پزشکی
اثربخشی بروملین در درمان هیچ بیماری از نظر علمی ثابت نشده‌است و توسط سازمان غذا و داروی ایالات متحده برای درمان هیچ اختلالی تأیید نشده‌است. در ایالات متحده، تصویب قانون سلامت و آموزش مکمل‌های غذایی (DSHEA، ۱۹۹۴) امکان فروش مکمل‌های غذایی حاوی بروملین را فراهم می‌کند، حتی اگر اثربخشی آنها تأیید نشده باشد. مصرف بروملین ممکن است باعث واکنش آلرژیک در برخی از افراد حساس به آناناس شود.
در حالی که مطالعاتی در مورد استفاده پزشکی از بروملین انجام شده‌است، «اکثریت [آنها] دارای مسائل روش شناختی هستند که نتیجه‌گیری قطعی را دشوار می‌کند»، زیرا هیچ‌کدام به‌طور قطعی اثربخشی، دوز توصیه شده، ایمنی طولانی مدت یا تداخل نامطلوب با سایر موارد را تأیید نکرده‌اند. داروها
کنسانتره ای از آنزیم‌های پروتئولیتیک غنی شده با بروملین در اروپا برای دبریدمان (برداشتن بافت مرده) زخم‌های سوختگی شدید با نام تجاری NexoBrid تأیید شده‌است. آنزیم درمانی سیستمیک (شامل ترکیبی از آنزیم‌های پروتئولیتیک مانند بروملین، تریپسین، کیموتریپسین و پاپائین) در اروپا برای ارزیابی اثربخشی در بیماران سرطان سینه، کولورکتال و پلاسماسیتوما مورد بررسی قرار گرفته‌است. بروملین ممکن است به عنوان یک درمان کمکی در تسکین علائم رینوسینوزیت حاد در بیمارانی که با آنتی‌بیوتیک درمان نمی‌شوند، باشد.